# Kwatay
Das Kwatay (auch Kuatay oder Kuwaataay) ist eine mit dem Diola verwandte westatlantische Sprache, die vor allem im Süden des Senegal in Casamance gesprochen wird.
Sie ist Teil der Bak-Sprachen, einer Untergruppe der westatlantischen Sprachen des Nordens innerhalb der großen Familie der Niger-Kongo-Sprachen.

## Sprecher
Man spricht das Kwatay in der Casamance, in Diembéring, Bouyouye, Nyikine, Boucott Diola und in einigen Küstenorten südlich der Mündung des Flusses Casamance sowie in Dakar.
Im Jahre 2002 wurden bei der landesweiten Volkszählung 5.625 Sprecher gezählt.